# Systime
 Der er for få eller ingen kildehenvisninger i denne artikel, hvilket er et problem. Du kan hjælpe ved at angive troværdige kilder til de påstande, som fremføres i artiklen.

Systime A/S er et dansk forlag med adresse i Aarhus. Forlaget Systime udgiver bøger, iBøger og andre internetbaserede undervisningsmidler til ungdomsuddannelserne.

## Historie
Forlaget Systime blev i 1980 etableret som aktieselskab i Herning af to familier, og var fra starten baseret på ideer om alternative forfatterkontrakter, demokratiske og fleksible produktionsmåder og direkte salg til skoler.  I 1990 blev 50% af aktiekapitalen købt af forlaget Gad, der i 2000 overtog den fulde aktiebeholdning. I 1995 flyttede forlaget til Aarhus. I 2004 overgik Systime til at blive et selvstændigt aktieselskab under Gyldendalgruppen.  I 2009 indgik Systime samarbejde med VIA University College om udgivelse af materiale til professionsuddannelserne under navnet ViaSystime.
I 2021 fusionerede Gyldendal og Systime A/S med Gyldendal som det fortsættende selskab. Det betyder, at Systime nu er en afdeling i Gyldendal Uddannelse. Systime forbliver på adressen i Aarhus og navnet Systime bevares

## Aktuel udgivelsesprofil
Systime udgiver undervisningsmateriale der dækker bredt for ungdomsuddannelserne, herunder STX, HTX, HHX, HF og EUD/EUX.
Forlaget udgiver stadig trykte udgivelser, men benytter sig i stigende grad af internettet og andre nye medier og teknologiske platforme. Dette omfatter f.eks. eBøger, iBøger®, websites og andre interaktive undervisningsløsninger. Forlaget er især kendt for sit e-nøglekoncept.
Flere af Systimes udgivelser har vundet priser ved blandt andet kåringen af Europas bedste undervisningsmateriale – Best European Learning Materials Awards (BELMA).